# TRM (rete televisiva)
TRM, acronimo di Tele Radio del Mediterraneo, è un'emittente televisiva privata italiana a diffusione regionale. Facente parte del gruppo editoriale Pubblimed di Palermo, il suo segnale copre tutta la Sicilia e parte della Calabria.
Storica e seguita televisione regionale siciliana che negli anni si è sempre dimostrata competitiva e al passo con le nuove tecnologie. TRM negli anni ha saputo catturare un pubblico sempre crescente di telespettatori e rappresenta a tutti gli effetti una delle emittenti  che ormai da moltissimi anni caratterizzano il panorama televisivo siciliano.
Il palinsesto attuale è di tipo generalista. Oltre al TG MED, telegiornale regionale trasmesso in varie edizioni, la tv propone diversi programmi sportivi, di approfondimento e talk show, tutti a cadenza quotidiana. Ampio spazio viene dato al cinema con diversi film in onda durante l'arco della giornata, diverse le pellicole proposte. Si spazia dai classici del cinema italiano  alla commedia all'italiana. Presenti anche pellicole internazionali.  L'emittente assicura così una programmazione variegata destinata a un pubblico eterogeneo.
Annovera annualmente nel suo palinsesto la diretta del Festino di Santa Rosalia visibile oltre che a Palermo anche in streaming in tutto il mondo sulla pagina social ufficiale Facebook vantando molti telespettatori che si collegano anche dall'estero.
Sicilia Jazz Festival invece è un appuntamento immancabile in onda durante le serate estive.

## Storia
La società TRM - Tele Radio del Mediterraneo S.p.A. venne costituita a Palermo nel 1976 su iniziativa dell'imprenditore Vincenzo Rappa (1922-2009) e del figlio Filippo, che decisero di cimentarsi nel nascente settore dell'emittenza televisiva privata. L'anno seguente, il 7 luglio 1977, sul canale UHF 25 furono avviate le trasmissioni dell'emittente televisiva TRM, la cui direzione responsabile venne assunta da Filippo Rappa. Uffici e studi televisivi vennero ubicati in viale Regione Siciliana 4468. Il traliccio, come per tutte le emittenti operanti in città, venne installato su Monte Pellegrino.
Il primo palinsesto proponeva film, telefilm, cartoni animati e un telegiornale (TRM Notiziario). La struttura tecnica dell'emittente era guidata da Enzo Traina e Sergio Portella, mentre la redazione giornalistica diretta da Egle Palazzolo, venne affidata a Giuseppe Geraci e Nello Bonvissuto. Più tardi, la redazione si ampliava ed era composta da Enzo Fontana, Giovannella Beccali, Francesca Taormina, Gaetano Palazzo, Eugenia Cannada, conduttori del notiziario dell'emittente. Le annunciatrici, figure che caratterizzarono per diversi anni l'emittente, furono: Rosanna Fallacci, Lucia Filippone, Anna Monray e Clara Di Palermo, quest'ultima in video durante il sodalizio di TRM con la mondadoriana RETEQUATTRO.  
La prima trasmissione mandata in onda fu Il Discocchio, contenitore musicale condotto da Gaetano Palazzo. Fra le altre prime autoproduzioni dell'emittente palermitana, vi furono altresì: Palazzo di Citta, rotocalco politico condotto da Egle Palazzolo e Anna Pomar; Classe di Ferro, gioco-sfida tra le scuole della città e condotto da Antonio Augello; Il Musichiere-Ragazzi, spettacolo di giochi e musica dal vivo condotto da Pippo Taranto; La Sviolinata presentato da Mario Rienzi, e dagli attori Luigi Maria Burruano e Giacomo Civiletti; La Fiera di Mezza Settimana, gioco condotto dal poeta Renzino Barbera; Il Sindaco Risponde, rubrica di approfondimento; Maghi, Spinaci e Torte in faccia, spettacolo di cabaret presentato da Gianni Nanfa; le trasmissioni sportive Domani Sport (sabato) e Sport Ieri (lunedì), ambedue condotte da Nello Bonvissuto. Ma il programma che ebbe maggior successo del palinsesto iniziale di TRM fu Il Pomofiore, che ricalcava l'omonima trasmissione condotta da Enzo Tortora su Antenna 3 Lombardia, prodotto e distribuito dall'emittente catanese Telecolor International. La versione siciliana - che TRM riuscì a strappare alla concorrente cittadina TGS - era condotta dall'attore Gianni Creati. Altro importante successo dell'emittente venne riscosso con la messa in onda in differita delle partite del Palermo.
Alla vigilia degli anni ottanta, il segnale di TRM si espanse e coprì tutta la Sicilia, ma nel 1979 cessava il periodo delle autoproduzioni con l'adesione al circuito GPE - Telemond, a seguito dell'accordo siglato tra la società editrice della famiglia Rappa e la Arnoldo Mondadori Editore. GPE - Telemond proponeva film acquistati dalla Paramount, telefilm, sceneggiati e cartoni animati di un certo spessore e in prima visione tv ma erano in onda anche produzioni  dell'emittente siciliana rivolte ai ragazzi come  Il mulinello, gioco a premi condotto da Pippo Taranto e Allegramente, rassegna di cartoni animati.  Grazie al legame con la GPE - Telemond, TRM mandò in onda in prima visione Candy Candy, storica serie animata giapponese diventata un cult e Marameo, programma contenitore di cartoni animati. Un altro programma analogo fu Ciao Ciao che ebbe l'onore di andare in onda sulla nascente Retequattro e che continuò, con la conduzione, sulla stessa rete negli anni a seguire.
Nel gennaio del 1982  il circuito GPE - Telemond cambiò assetto e fisionomia diventando Rete 4, e a seguito di ciò fu eliminata dal palinsesto la messa in onda del telegiornale Notiziario del Mediterraneo, trasmesso in tre edizioni giornaliere e spostato sulla nascente TRM-Rete 2.. Il palinsesto di Rete 4 copriva quasi tutto l'arco della giornata e gli spazi locali riservati a TRM si erano notevolmente ridotti ma questo nuovo corso per la tv palermitana fu contrassegnato da successi e buoni ascolti. La mondadoriana Rete 4 era comunque visibile anche su altre storiche tv siciliane ovvero ANTENNA SICILIA e VIDEO - SR (oggi Videoregione). Nel 1984, dopo la cessione di Rete 4 alla Fininvest si concluse la relativa syndication, e contestualmente TRM cedette al gruppo televisivo di Silvio Berlusconi le sue frequenze, e pertanto il suo segnale veniva spostato su quelle occupate dall'emittente TRM-Rete 2 che sparì dall'etere ma che ritornò in onda qualche anno dopo e precisamente nel 1986, prima come TELEMEDITERRANEA, poi come TRM 2 e infine RETEDUE. Dopo un breve periodo di autonomia, TRM entrò a far parte del circuito televisivo TivuItalia (1985-86) e mise in video il logo identificativo della tv che nonostante le modifiche  apportate nel corso degli anni è  in onda ancora oggi. In questo periodo erano in onda le trasmissioni musicali Incontri d'inverno, Il cantamare, Neon, oltre ai programmi informativi in lingua inglese forniti dall'agenzia americana WORLDNET e Vigilia di festa, programma religioso del sabato in onda anche negli anni successivi. Ma da lì a breve ci sarebbero stati sostanziali cambiamenti e importanti novità con l'arrivo di  Odeon TV.
Il 1987 fu l'anno del cambiamento e segnò  una svolta positiva per TRM che sancì un accordo pluridecennale con il circuito televisivo nazionale Odeon Tv voluto da Callisto Tanzi del gruppo Parmalat. La denominazione dell'emittente fu per diversi anni TRM ODEON ( da settembre 1987 a gennaio 2003).
ODEON TV proponeva un palinsesto di tutto rispetto composto da film, telefilm, sit comedy, telenovelas, cartoni animati, tutti generi in prima visione tv. Programmi sportivi, magazine, programmi musicali, quiz, programmi per ragazzi e varietà ne completavano l'offerta.
Nonostante le alterne vicissitudini del circuito ODEON TV che negli anni ne modificarono la  fisionomia, tale accordo segnò per TRM 15 anni di successi e buoni ascolti. Dal gennaio 2003 Odeon Tv passò sull'altra rete del gruppo, Med 1.
Nel 1999 TRM inizia ad operare nel settore della Produzione Esterna Video, garantendosi l’esclusiva per la diretta delle sedute dell’Assemblea Regionale Siciliana, riprende diverse partite di calcio, come service per conto di Omega TV (Tele+) e RAI. Inizia a trasmettere via satellite con marchio Euromed, Partecipando con il 25% delle azioni alla società Euromediterraneo S.p.A. EUROMED era una televisione satellitare nata dalla collaborazione tra TRM, l'iblea VIDEOMEDITERRANEO e l'agrigentina TELEACRAS e mandava in onda tutte le produzioni delle tre televisioni che facevano così causa comune e proponevano un valido palinsesto. Dopo alcuni anni di operatività, EUROMED chiuse i battenti e sul satellite rimase  solamente la versione sat di VIDEOMEDITERRANEO.
Negli anni seguenti, fra le trasmissioni di maggiore successo va ricordata Com'èramo (e come ci divertívamo) con Marcello Mordino e Vittorio Cassarà. Altre trasmissioni  furono L'Isola del Tesoro, Ovosodo, Omnia, Vip Mania, Limitati Network. Agli inizi degli anni 2000, nella redazione di TRM fecero ingresso i giornalisti Guido Monastra e Salvatore Geraci, con il primo che assunse la direzione della testata. Nel 2002, sotto la direzione del Monastra, furono lanciate le trasmissioni sportive Il Processo in Diretta, Rosa & Nero e Sotto l'erba. Roberto Oddo, noto conduttore televisivo palermitano, condusse Totomarket direttissima e La domenica nel pallone che riscossero un buon successo in termini di ascolti.
Altro programma cardine di quel periodo fu Studio 2, talk show quotidiano condotto da Cinzia Gizzi  che spaziava dallo spettacolo all'arte, dallo sport al cinema e alla musica. Nonostante il successo registrato il programma venne spostato su MED 1, altra tv del gruppo.  
Nel 2007-09, TRM ha trasmesso il segnale del canale di televendite Telemarket 2 mantenendo in onda il TG MED e le rubriche di approfondimento. Questo sodalizio però snaturava del tutto l'identità dell'emittente che da tv generalista diventava una tv di televendite. Conclusosi l'accordo, TRM ritornò ad essere la televisione che era sempre stata. Da questo momento aumentarono il numero dei film in onda giornalmente, caratteristica tuttora presente.
Nel 2012, dopo la transizione alla televisione digitale avvenuta in Sicilia, a TRM viene assegnato il canale 13 della LCN regionale, e il logo dell'emittente subisce una variazione con l'aggiunta del 13.  In video la denominazione sarà TRM 13. Ci fu anche il tentativo di trasformare MED 1 sulla LCN 14 in TRM 14 ma tale denominazione durò poco  e in breve tempo ritornò MED 1. Anni più tardi, nel 2021, il segnale dell'emittente palermitana viene trasmesso in alta definizione, e pertanto il logo subisce una seconda variazione in TRM 13 HD.

## Palinsesto tipo
Il palinsesto di TRM comprende principalmente informazione, cinema, sport, talk show.
L'emittente, oltre al notiziario TG Med, trasmesso in tre edizioni giornaliere, vanta le seguenti autoproduzioni e i programmi di servizio prodotti da Futura Production. Dall'estate 2024 cessa la collaborazione con Futura Production che sarà ospitata da un'altra emittente mentre TRM si dedicherà all'autoproduzione .
- + Mare
- Ci Vediamo sul 13
- Football Club
- Tg Med
- La Partita sul 13
- La Salute sul 13
- Siamo Aquile
- Buongiorno Aquile
- TG Med Approfondimento
- Zona Vostra
- Agorà
- La costa d'oro
- Sicilia Jazz Festival
- Matching
- Soluzioni in comune
- Linea mare
- La Sicilia sul 13
- La città nascosta
- Il salotto di Licia Raimondi
- Big
- Chef per passione
- Thesaurus
- Mondo occulto
- Il professionista risponde
- Bio incontri
- Tg Futura notizie
- Parliamone adesso
- Non parlate al conducente
- Cattive frequenze
- Futura gol
- Unica sport
- SOS Futura
- TouchsGreen
- Aperinews
- Il mangiadischi
- Cartololine di Natale
- Made in Sicily
- Viaggio in Sicilia
- Tappeto rosso
- Alt
- Comici in palazzo
- La macchina del tempo
- A Mondello
- Aspettando il festino
- Siamo aquile - Sperciale ritiro

## Ascolti
Nel 2020, TRM ha registrato il più alto numero di contatti nel mese di marzo con 173.052 unità in Sicilia.

## Composizione mux
| LCN | Canale         | Note       |
| --- | -------------- | ---------- |
| 94  | MED 1          | FTA (HDTV) |
| 96  | TELENOVA       | FTA (HDTV) |
| 110 | Video Calabria | FTA (HDTV) |
| 195 | Telejato       | FTA (HDTV) |